# Amends
Amends è il primo album di remix del gruppo musicale statunitense Grey Daze, pubblicato il 26 giugno 2020 dalla Loma Vista Recordings.
Il disco rappresenta la prima pubblicazione del gruppo a distanza di 23 anni dal precedente ...No Sun Today e contiene undici rivisitazioni di alcuni dei brani tratti da quest'ultimo album nonché da quello di debutto Wake Me. L'intero progetto iniziò nel 2017 ma fu interrotto dalla morte del cantante Chester Bennington, avvenuta in quell'anno, venendo ultimato soltanto nel corso del 2019.

## Antefatti
Durante il 2016, in occasione di un festa organizzata da Club Tattoo, il frontman Chester Bennington propose al batterista Sean Dowdell di riformare i Grey Daze per un concerto, allargando il discorso anche alla reincisione di alcuni dei brani originariamente pubblicati nei due album Wake Me e ...No Sun Today; al progetto furono pertanto coinvolti anche il bassista Mace Beyers (presente in ...No Sun Today) e il chitarrista Jason Barnes, che diedero vita alle registrazioni iniziali delle sezioni strumentali agli inizi del 2017. A fine giugno 2017 il gruppo annunciò un concerto speciale che avrebbe dovuto svolgersi il seguente 23 settembre presso il The Marquee di Tempe, mentre al termine della tappa europea del One More Light World Tour dei Linkin Park Bennington programmò la registrazione delle proprie parti vocali. Tuttavia il 20 luglio 2017 il cantante fu trovato morto suicida, costringendo i restanti Grey Daze a porre il progetto in pausa.
Qualche mese più tardi Dowdell decise di riprendere in mano il progetto e di pubblicarlo in tempi brevi in maniera indipendente per renderlo disponibile ai fan, ma fu contattato dal fondatore della Loma Vista Recordings, Tom Whalley, che propose al batterista di pubblicare il materiale sotto la sua etichetta e di arrangiare nuovamente i brani. Trovato un accordo, i Grey Daze si trasferirono agli NRG Studios di Los Angeles, dove furono aiutati da svariati collaboratori in fase di registrazione, come Chris Traynor dei Bush, la cantante LP, Brian "Head" Welch e James "Munky" Shaffer dei Korn, Marcos Curiel dei P.O.D. e i figli di Bennington, Jamie e Draven Sebastian.

## Promozione
Il 16 gennaio 2020 i Grey Daze hanno pubblicato il primo singolo What's in the Eye, accompagnato nel medesimo giorno dal relativo video musicale. Il 6 febbraio seguente è stata la volta di Sickness, annunciato in concomitanza con l'album, la cui pubblicazione era stata originariamente programmata per il 10 aprile. Un mese più tardi il gruppo ha rivelato la posticipazione di Amends al 26 giugno a causa della pandemia di COVID-19.
Il 3 aprile è stato reso disponibile il terzo singolo Sometimes, mentre la settimana seguente si è svolto un ascolto integrale dell'album attraverso un evento organizzato dal gruppo e dai loro Ambassadors, composti dai principali fansite dei Linkin Park. Il successivo 15 maggio il gruppo ha presentato il quarto singolo Soul Song, promosso dal relativo video diretto da Jaime Bennington, figlio di Chester; un quinto singolo, B12, è stato pubblicato il 12 giugno insieme al relativo videoclip, presentato in anteprima sul sito del Download Festival.
Il 24 giugno la rivista Inked Magazine ha pubblicato attraverso il proprio canale YouTube uno speciale intitolato Shouting Out dedicato alla memoria di Bennington e alla realizzazione del disco; presentato da Dave Navarro, lo speciale ha visto la partecipazione di Dowdell e alcuni degli artisti coinvolti nella registrazione del disco, tra cui Chris Traynor e Brian "Head" Welch. Il seguente 25 giugno la rivista Kerrang! ha tenuto un pre-ascolto di Amends attraverso la propria pagina Facebook, mentre il giorno successivo i Grey Daze hanno pubblicato il lyric video per la nona traccia Morei Sky.

## Tracce
Testi di Chester Bennington e Sean Dowdell.
1. Sickness – 2:51 (musica: Chester Bennington, Sean Dowdell, Mace Beyers, Bobby Benish)
2. Sometimes – 3:26 (musica: Chester Bennington, Sean Dowdell, Jason Barnes, Jonathan Krause)
3. What's in the Eye – 3:25 (musica: Chester Bennington, Sean Dowdell, Jason Barnes, Jonathan Krause)
4. The Syndrome – 3:49 (musica: Chester Bennington, Sean Dowdell, Mace Beyers, Bobby Benish)
5. In Time – 3:54 (musica: Chester Bennington, Sean Dowdell, Mace Beyers, Bobby Benish)
6. Just Like Heroin – 3:25 (musica: Chester Bennington, Sean Dowdell, Mace Beyers, Bobby Benish)
7. B12 – 3:33 (musica: Chester Bennington, Sean Dowdell, Mace Beyers, Bobby Benish)
8. Soul Song – 4:06 (musica: Chester Bennington, Sean Dowdell, Mace Beyers, Bobby Benish)
9. Morei Sky – 3:52 (musica: Chester Bennington, Sean Dowdell, Jason Barnes, Jonathan Krause)
10. She Shines – 3:35 (musica: Chester Bennington, Sean Dowdell, Jason Barnes, Jonathan Krause)
11. Shouting Out – 3:19 (musica: Chester Bennington, Sean Dowdell, Jason Barnes, Jonathan Krause)

Tracce bonus nelle edizioni giapponese, di Saturn e Target
1. What's in the Eye (Acoustic) – 3:28 (musica: Chester Bennington, Sean Dowdell, Jason Barnes, Jonathan Krause)
2. Sometimes (Acoustic) – 3:23 (musica: Chester Bennington, Sean Dowdell, Jason Barnes, Jonathan Krause)

Tracce bonus nell'edizione di Walmart
1. Soul Song (Acoustic) – 3:58 (musica: Chester Bennington, Sean Dowdell, Mace Beyers, Bobby Benish)

DVD bonus nell'edizione speciale giapponese
1. Behind the Scenes #1 – 0:49
2. Behind the Scenes #2 – 1:31
3. Documentary – 8:10
4. Track by Track – 10:24
5. What's in the Eye (Music Video) – 3:28 (musica: Chester Bennington, Sean Dowdell, Jason Barnes, Jonathan Krause)
6. Sickness (Music Video) – 2:51 (musica: Chester Bennington, Sean Dowdell, Mace Beyers, Bobby Benish)

## Formazione
Gruppo
- Chester Bennington – voce
- Sean Dowdell – batteria, cori
- Mace Beyers – basso
- Cristin Davis – chitarra

Altri musicisti
- Page Hamilton – chitarra aggiuntiva (traccia 1)
- Chris Traynor – chitarra aggiuntiva (tracce 2, 3, 6 e 8)
- Jamie Muhoberac – tastiera aggiuntiva (tracce 2 e 6)
- Marcos Curiel – chitarra aggiuntiva (traccia 3)
- Carah Fate – cori aggiuntivi (traccia 4)
- Carston Dowdell – batteria aggiuntiva (traccia 4)
- Ryan Shuck – chitarra aggiuntiva (traccia 5)
- Brian "Head" Welch – chitarra aggiuntiva (tracce 7 e 10)
- James "Munky" Shaffer – chitarra aggiuntiva (traccia 7)
- Brennen Brochard – batteria aggiuntiva (traccia 7)
- Jean-Yves D'Angelo – pianoforte aggiuntivo (tracce 8 e 9)
- Jaime Bennington – cori aggiuntivi (traccia 8)
- Heidi Gadd – strumenti ad arco aggiuntivi (tracce 8 e 9)
- Jasen Rauch – chitarra aggiuntiva (traccia 10)
- LP – cori aggiuntivi (traccia 11)

Produzione
- Grey Daze – coproduzione
- Jay Baumgardner – produzione esecutiva, missaggio
- Rene Mata – produzione esecutiva
- Kyle Hoffman – registrazione, produzione (tracce 2 e 3)
- Adam Schoeller – assistenza alla registrazione
- Andrea Roberts – assistenza al missaggio
- Ted Jensen – mastering
- Mike Lythgoe – direzione artistica
- Daniel Pampuri – programmazione e montaggio della batteria
- Pete Nappi – produzione (traccia 1)
- Chris Traynor – produzione (tracce 2, 3 e 6)
- Esjay Jones – produzione (tracce 4, 6, 8, 9 e 10)
- Lucas D'Angelo – produzione (tracce 4, 6, 8, 9 e 10)
- Lucio Rubino – produzione (traccia 5)
- Alex Aldi – produzione (traccia 7)
- Cass Dillon – produzione (traccia 11)

## Classifiche
| Classifica (2020)          | Posizione massima |
| -------------------------- | ----------------- |
| Australia                  | 30                |
| Austria                    | 29                |
| Belgio (Fiandre)           | 163               |
| Belgio (Vallonia)          | 51                |
| Francia                    | 127               |
| Germania                   | 9                 |
| Italia                     | 94                |
| Regno Unito                | 62                |
| Regno Unito (rock & metal) | 1                 |
| Stati Uniti                | 75                |
| Stati Uniti (alternative)  | 5                 |
| Stati Uniti (hard rock)    | 2                 |
| Stati Uniti (rock)         | 9                 |
| Svizzera                   | 17                |